# Bruno Amoussou

Unterschrift von Bruno Ange-Marie Amoussou (2021)

Bruno Ange-Marie Amoussou (* 2. Juli 1937 in Djakotomey, Kolonie Dahomey) ist ein beninischer Politiker.

## Leben
Amoussou wurde am 2. Juli 1937 in der Stadt Djakotomey geboren und absolvierte eine Ausbildung als Agronom sowie Ingenieur. Er war kurz Zeit für die Abteilung für Ländliche Entwicklung tätig, wechselte dann aber in die Politik. Die meiste Zeit über war er Vorsitzender der sozialdemokratischen Parti social-démocrate (PSD). Der Nationalversammlung stand er von April 1995 bis April 1999 als Präsident vor, unter Präsident Mathieu Kérékou diente er von 1999 bis 2005 als Staatsminister.
Er trat 1991, 1996, 2001 und 2006 bei den ersten vier Präsidentschaftswahlen seit Einführung der Republik Benin 1990 jeweils für die PSD an. Aufgrund des Rückzugs der vor ihm platzierten Kandidaten kam er 2001 in die Stichwahl, in der er Mathieu Kérékou unterlag.
Ende 2018 war er Gründungsvorsitzender der Union Progressiste pour le Renouveau, im Sommer 2022 wurde Joseph Djogbenou sein Nachfolger.